# Военно-морские силы Шри-Ланки
Военно-морские силы Шри-Ланки (синг. ශ්‍රී ලංකා නාවික හමුදාව, там. இலங்கை கடற்படை)— один из видов Вооружённых сил Шри-Ланки. ВМС возглавляли 16 командующих. Первым командующим был В. Б. Е. Банзе. На данный момент командующим является вице-адмирал Тхисара Самарасингхе.

## История
В XII веке король Паракрамабаху создал первый флот Шри-Ланки и направил его против царства на территории современной Мьянмы.
В 1937 году были сформированы Добровольческие военно-морские силы Цейлона.
ВМС Шри-Ланки образовались 9 декабря 1950 года, тогда они назывались  «Королевский военно-морской флот Цейлона». В 1972 году флот был переименован в «Военно-морские силы Шри-Ланки».

## Организационный состав
ВМС Шри-Ланки насчитывают около 48 тыс. человек, 50 кораблей и различных судов.

## Военные операции
ВМС Шри-Ланки освободили острова от боевиков повстанческого движения Тигры. Силы флота уничтожили 10 судов снабжения, пересекли морские артерии, по которым боевики получали поддержку. 

## Развитие
По словам командующего ВМС Шри-Ланки вице-адмирала Тхисары Самарасингхе, флот намерен увеличить количество малых ракетных кораблей для защиты эксклюзивной экономической зоны Шри-Ланки.